# Slalom Torregrotta-Roccavaldina
Lo Slalom Torregrotta-Roccavaldina è una manifestazione automobilistica che si svolge ogni anno lungo la strada che collega la città di Torregrotta al borgo collinare di Roccavaldina. La gara, valevole dal 2005 per il Campionato Italiano Slalom, è organizzata dalla Top Competition di Torregrotta in collaborazione con l'Automobile Club Messina e con il patrocinio di diverse istituzioni pubbliche. Nel 2024 ha raggiunto la 29ª edizione.

## Storia
L'evento sportivo nacque nel 1996 per volontà di un gruppo di amici torresi appassionati di motori che, nel corso dell'anno precedente, avevano fondato un fan club dedicato al Campione Italiano di Rally Gianfranco Cunico. La prima edizione dello slalom Torregrotta-Roccavaldina si svolse l'11 agosto 1996 alla presenza dello stesso Cunico e con validità per il Campionato Siciliano di specialità. Nelle prime nove edizioni, che registrarono la presenza di numerosi partecipanti, la gara fu disputata nei mesi estivi e il percorso, lungo 3 km e con 12 postazioni di rallentamento, ebbe la partenza posizionata poco oltre il tornante del cimitero comunale di Torregrotta. Nel corso delle varie edizioni furono introdotti diversi accorgimenti tecnici, soprattutto riguardanti l'aspetto della sicurezza, e a partire dal 1998 la gara ottenne dalla Commissione Sportiva Automobilistica Italiana diverse titolazioni nazionali, divenendo dal 2005 una delle prove del Campionato Italiano Slalom. Inoltre, nel decennale della manifestazione, la partenza venne arretrata, il tracciato fu allungato di 500 m e il parco assistenza fu trasferito in una zona più ampia e accessibile al pubblico. L'edizione 2005 fu inizialmente prevista il 3 aprile e poi rinviata al 2 ottobre a causa della concomitanza con la scomparsa di Papa Giovanni Paolo II. Dal 2006 al 2018 lo slalom fu disputato nel mese di aprile escluse le edizioni 2015 e 2017 che si svolsero a maggio. L’edizione del 2020 venne rinviata da maggio a ottobre a causa della pandemia di COVID-19 e si svolse senza pubblico. Dallo stesso anno la gara fu organizzata dalla Top Competition di Torregrotta che si sostituì allo storico organizzatore Gianfranco Cunico Club.

## Descrizione

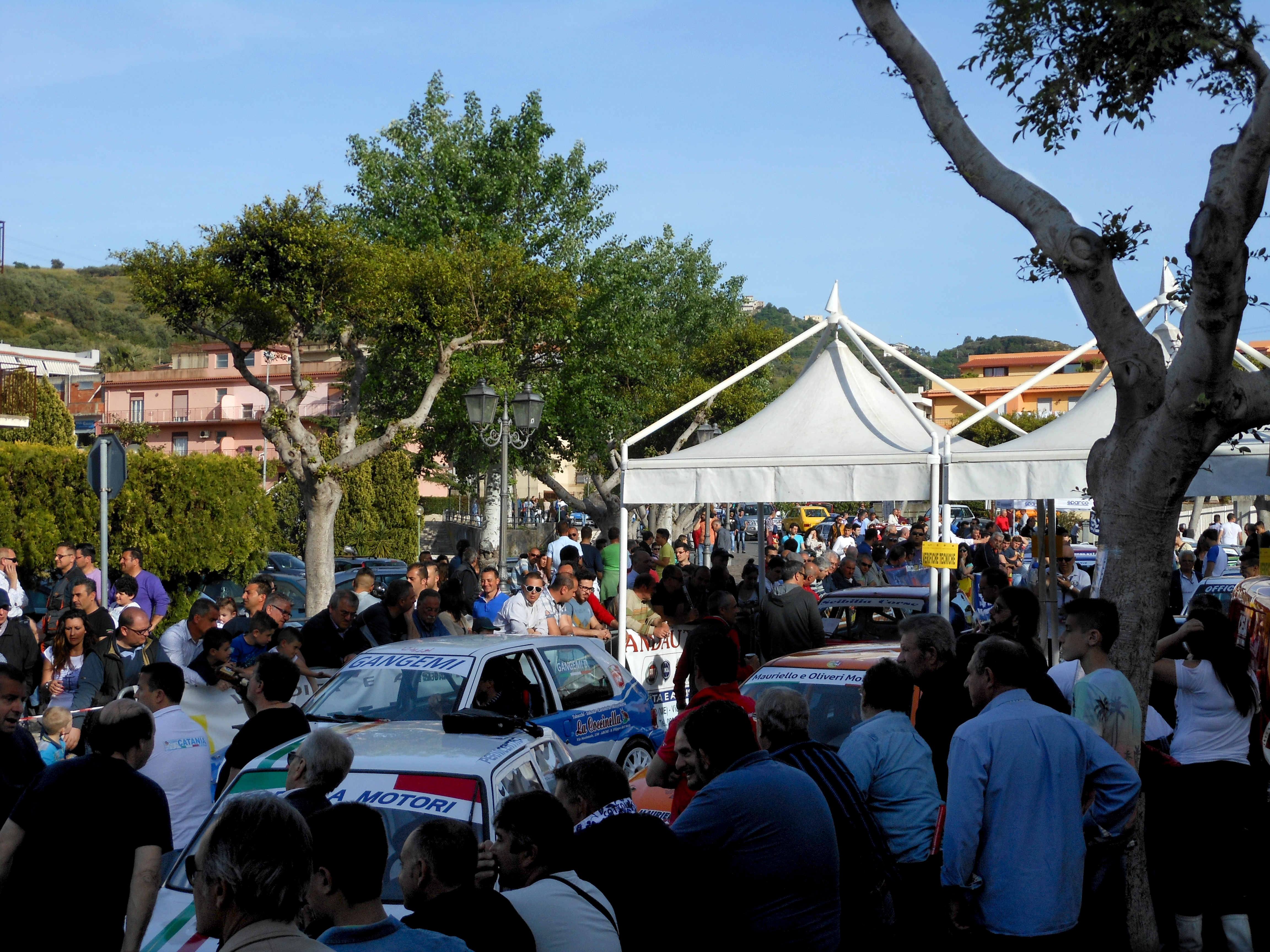
Un momento delle verifiche ante gara a Torregrotta

La gara si svolge su un percorso di 3,5 km (da partenza ad arrivo) ricavato lungo la Strada Provinciale n. 59 “Torregrotta – Roccavaldina” ed intervallato da 13 postazioni di rallentamento. La carreggiata ha una larghezza minima di 6 m e massima di 10 m ed una pendenza media del 7%.
La partenza è collocata appena fuori Torregrotta, in un rettilineo in leggera salita. La prima parte di percorso si caratterizza per gli ampi tornanti e doppi tornanti in sequenza, intervallati da un breve tratto dritto; successivamente, nella parte centrale, i rettifili si fanno più lunghi e interrotti da curve in sequenza. Dopo una serie di quattro tornanti si affronta un tratto medio - veloce spezzato da quattro postazioni di birilli, per giungere infine al traguardo collocato alle porte di Roccavaldina. Il paddock viene allestito nell'area artigianale di Torregrotta ed è completamente fruibile dal pubblico che può così osservare i meccanici al lavoro sulle vetture prima del via e tra una manche e l'altra.
Nella giornata antecedente la gara, a Torregrotta vengono effettuate le verifiche sportive e tecniche nei pressi di Piazza Unità d'Italia, in Via G. Tomasi di Lampedusa, di fronte al Palazzo Comunale. Anche queste ultime sono aperte al pubblico.
L'evento richiama ogni anno centinaia di piloti e migliaia di spettatori che affollano i tornanti del tracciato e le strade dei due centri siciliani.
Per otto anni consecutivi, dal 2005 al 2012, la manifestazione ha ottenuto dalla CSAI il riconoscimento di miglior gara del Campionato Italiano. Dal 2014 al 2019 la gara ha assegnato il memorial Filippo Levativo, in ricordo dello storico direttore di gara, e dal 2015 al 2019 il memorial Enzo Russo, storico segretario della manifestazione.

## Albo d'oro

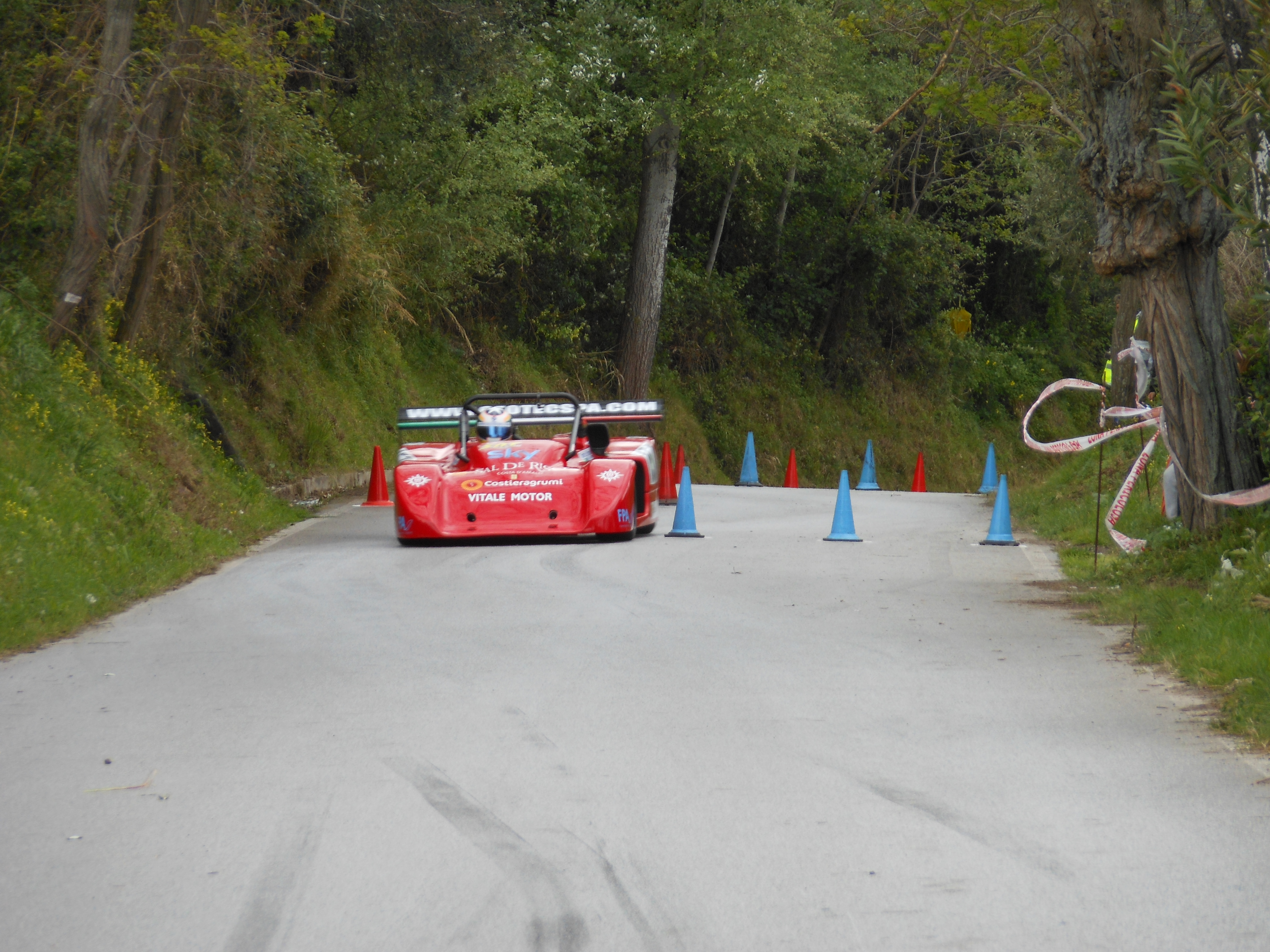
Il plurivincitore Fabio Emanuele su Osella PA9 Alfa Romeo durante l'edizione del 2013

| Edizione | Data              | Vincitore            | Vincitore             | Validità                                                                         |
| Edizione | Data              | Pilota               | Vettura               | Validità                                                                         |
| -------- | ----------------- | -------------------- | --------------------- | -------------------------------------------------------------------------------- |
| I        | 11 agosto 1996    | Michele Ferrara      | Fiat X1/9             | Campionato Siciliano                                                             |
| II       | 27 luglio 1997    | Salvatore Riolo      | GMG Sport Alfa Romeo  | Campionato Siciliano                                                             |
| III      | 12 luglio 1998    | Antonio Fortuna      | Osella PA8 BMW        | Coppa CSAI 6ª zona                                                               |
| IV       | 11 luglio 1999    | Salvatore Riolo      | GMG Sport Alfa Romeo  | Coppa CSAI 6ª zona                                                               |
| V        | 9 luglio 2000     | Antonio Fortuna      | Osella PA8 BMW        | -                                                                                |
| VI       | 8 luglio 2001     | Luigi Vinaccia       | Osella PA9 Alfa Romeo | -                                                                                |
| VII      | 30 giugno 2002    | Ciro Barbaccia       | Osella PA9 BMW        | Coppa CSAI 6ª zona                                                               |
| VIII     | 29 giugno 2003    | Antonio Da Rios      | Lancia Delta S4       | Coppa CSAI 6ª zona                                                               |
| IX       | 27 giugno 2004    | Luigi Vinaccia       | Osella PA9 Alfa Romeo | Trofeo Centro/Sud, Coppa CSAI 6ª zona                                            |
| X        | 2 ottobre 2005    | Fabio Emanuele       | Osella PA9 Alfa Romeo | Campionato Italiano                                                              |
| XI       | 2 aprile 2006     | Fabio Emanuele       | Osella PA9 Alfa Romeo | Campionato Italiano                                                              |
| XII      | 1º aprile 2007    | Luigi Vinaccia       | Osella PA9 Alfa Romeo | Campionato Italiano                                                              |
| XIII     | 6 aprile 2008     | Luigi Vinaccia       | Osella PA9 Alfa Romeo | Campionato Italiano, Campionato Siciliano                                        |
| XIV      | 5 aprile 2009     | Alfredo Giamboi      | Fiat X1/9             | Campionato Italiano, Campionato Siciliano                                        |
| XV       | 11 aprile 2010    | Luigi Vinaccia       | Osella PA9 Alfa Romeo | Campionato Italiano, Campionato Siciliano                                        |
| XVI      | 10 aprile 2011    | Fabio Emanuele       | Osella PA9 Alfa Romeo | Campionato Italiano, Trofeo Centro/Sud, Coppa CSAI 6ª zona, Campionato Siciliano |
| XVII     | 1º aprile 2012    | Luigi Vinaccia       | Osella PA9 Honda      | Campionato Italiano, Trofeo Centro/Sud, Coppa CSAI 6ª zona                       |
| XVIII    | 7 aprile 2013     | Fabio Emanuele       | Osella PA9 Alfa Romeo | Campionato Italiano, Coppa CSAI 6ª zona, Campionato Siciliano                    |
| XIX      | 6 aprile 2014     | Domenico Polizzi     | Elia Avrio Suzuki     | Campionato Italiano, Trofeo Centro/Sud, Coppa CSAI 6ª zona, Campionato Siciliano |
| XX       | 3 maggio 2015     | Fabio Emanuele       | Osella PA9 Alfa Romeo | Campionato Italiano, Campionato Siciliano                                        |
| XXI      | 24 aprile 2016    | Salvatore Venanzio   | Radical SR4           | Campionato Italiano, Campionato Siciliano                                        |
| XXII     | 7 maggio 2017     | Saverio Miglionico   | Radical SR4           | Campionato Italiano, Campionato Siciliano                                        |
| XXIII    | 29 aprile 2018    | Giuseppe Castiglione | Radical SR4           | Campionato Italiano, Campionato Siciliano                                        |
| XXIV     | 28 aprile 2019    | Fabio Emanuele       | Osella PA9 Alfa Romeo | Campionato Italiano, Campionato Siciliano                                        |
| XXV      | 18 ottobre 2020   | Salvatore Venanzio   | Radical SR4           | Campionato Italiano, Campionato Siciliano, Coppa Aci Sport 5ª Zona               |
| XXVI     | 17 ottobre 2021   | Salvatore Venanzio   | Radical SR4           | Campionato Italiano, Campionato Siciliano                                        |
| XXVII    | 9 ottobre 2022    | Girolamo Ingardia    | Ghipard Suzuki        | Trofeo Italia Centro Sud, Campionato Siciliano                                   |
| XXVIII   | 15 ottobre 2023   | Michele Puglisi      | Radical SR4           | Campionato Italiano, Campionato Siciliano                                        |
| XXIX     | 29 settembre 2024 | Emanuele Schillace   | Radical SR4 Suzuki    | Campionato Italiano, Campionato Siciliano                                        |

## Plurivincitori
| Numero di vittorie | Pilota             | Anni                               |
| ------------------ | ------------------ | ---------------------------------- |
| 6                  | Luigi Vinaccia     | 2001, 2004, 2007, 2008, 2010, 2012 |
| 6                  | Fabio Emanuele     | 2005, 2006, 2011, 2013, 2015, 2019 |
| 3                  | Salvatore Venanzio | 2016, 2020, 2021                   |
| 2                  | Antonio Fortuna    | 1998, 2000                         |
| 2                  | Salvatore Riolo    | 1997, 1999                         |